# Tao Song
Ne doit pas être confondu avec Song Tao.
Song Tao (宋涛) ou Chou Chunhui (裘春晖) est un peintre de fleurs, oiseaux, décorateur, traditionnel chinois du XXe siècle, né en 1944 à Kaifeng (Ville-préfecture de l'est de la province du Henan).

## Biographie
En 1965, Tao est diplômé de l'École des Beaux-Arts de Kaifeng.

Il travaille ensuite, comme peintre décorateur, dans l'atelier d'art artisanal et des Beaux-Arts de Kaifeng.